# Clică (științe sociale)
O clică este un grup mic de indivizi care interacționează unii cu alții și împărtășesc interese similare, fără a include alte persoane. Interacțiunea cu clicile face parte din dezvoltarea socială normativă, indiferent de gen, etnie sau popularitate. Deși clicile sunt cel mai frecvent studiate în timpul adolescenței și în copilăria medie, ele există în toate grupele de vârstă. Acestea sunt adesea unite de caracteristici sociale comune, cum ar fi etnia și statutul socio-economic. Exemple de clici adolescente comune sau stereotipice includ sportivii, tocilarii și „outsiderii”.
De obicei, oamenii dintr-o clică nu au un grup de prieteni complet deschis și pot, prin urmare, să „interzică” membri dacă aceștia fac ceva considerat inacceptabil, cum ar fi să vorbească cu cineva antipatizat de grup. Unele clici tind să se izoleze ca grup și să se considere superioare altora, ceea ce poate fi demonstrat prin comportamente precum hărțuirea sau alte manifestări antisociale.

## Terminologie
În cadrul conceptelor sociologice, clicile reprezintă o formare de două sau mai multe persoane care împărtășesc caracteristici comune ce le permit să se identifice una cu cealaltă pentru a forma o rețea socială. Cei din cadrul grupului comunică și interacționează mai mult între ei decât cu cei din afara grupului. Formarea clicilor poate fi observată în diferite medii sociale pe parcursul vieții. O persoană poate face parte din mai multe clici, fiecare dintre acestea formându-se și funcționând independent. Clicile sunt relevante în societate datorită influenței sociale sau presiunii de grup care rezultă din interacțiunile cu persoane ce împărtășesc caracteristici comune. Rezultatele asociate cu formarea clicilor pot varia la infinit, având grade diferite de influență. De exemplu, o clică formală, cum ar fi o organizație profesională, poate exercita o influență diferită față de o clică socială formată din prieteni apropiați.

## Izolarea socială
În articolul Social Isolation in America, Paolo Parigi și Warner Henson II definesc izolarea socială drept „gradul de separare a unei entități; [care] poate avea interpretări structurale sau subiective.” Izolarea socială poate apărea atunci când clicile se separă de alte grupuri.
O clică poate implica, de asemenea, un nivel ridicat de angajament social față de un grup specific. Un angajament mai puternic poate duce la o reducere a interacțiunilor individului cu alte grupuri sociale. Comportamentul specific clicilor implică adesea repetarea unor activități, utilizarea unui limbaj specific, preferințe comune și maniere similare, ceea ce poate genera conflicte cu alte clici, creând astfel „outsideri”. De asemenea, indivizii pot experimenta izolarea socială chiar în interiorul propriei clici dacă valorile și/sau comportamentul lor încep să difere de cele ale grupului.

## Membrii
Diferiți factori influențează modul în care se formează clicile și cine este inclus în cadrul acestora. În unele cazuri, oamenii sunt plasați subconștient într-o clică prin asociere. De exemplu, dacă te alături unei echipe de baschet, ceilalți te vor percepe automat ca pe un „atlet.” Mulți oameni se îndreaptă subconștient către o clică prin prisma modului în care sunt percepuți sau cu cine sunt asociați.
Împărtășirea unor interese similare este cel mai comun mod în care se formează clicile. Pe măsură ce oamenii interacționează unii cu alții făcând lucruri simple pe care le apreciază, pot descoperi că se apropie de cei care împărtășesc aceeași pasiune. Acest lucru le poate crește încrederea în sine, fiind înconjurați de oameni cu interese similare, și le poate oferi un sentiment de acceptare socială.
Etnia joacă adesea un rol, în funcție de context sau de perioada de timp. În societatea contemporană, rasa rămâne un aspect relevant, ceea ce duce la formarea unor clici bazate exclusiv pe rasă.
Membrii clicilor își creează adesea un cod vestimentar distinct și modalități unice de comunicare între ei. Aceste trăsături fac clicile ușor de identificat și oferă fiecărui membru sentimentul de apartenență la acel grup specific. De exemplu, Deadheads, fanii trupei The Grateful Dead, se identifică între ei prin haine cu modele tie-dye.
Interacțiunile dintre membrii unei clici pot duce și la organizarea de evenimente sociale, cum ar fi petreceri, întâlniri semnificative sau reuniuni private. Membrii clicilor manifestă un angajament puternic față de grupurile lor respective, iar prezența la evenimentele sociale este adesea considerată obligatorie. Acest lucru subliniază structura fermă a clicilor și modul în care oamenii se conformează acestor grupuri.
În cartea sa Social and Personality Development, Tina Abbott descrie cum membrii se conformează grupului specific. „Conformarea la grupurile de egali este o condiție prealabilă pentru atingerea independenței și autonomiei ca adult... Pe măsură ce tinerii se străduiesc să devină independenți de părinți, folosesc securitatea oferită de grupul de egali și încrederea în sine dobândită pentru a face pasul final către independență.”.

## Homofilie
Homofilia este tendința oamenilor de a se asocia cu alții care împărtășesc caracteristici similare. Existența homofiliei este foarte răspândită în societatea de astăzi și poate fi considerată o cauză principală a formării clicilor.
În contextul homofiliei, oamenii se apropie și se conectează din diverse motive. Cel mai frecvent motiv este proximitatea geografică, care facilitează crearea de legături între indivizi. De asemenea, oamenii care se întâlnesc prin intermediul familiei, locului de muncă sau al altor activități ce presupun interacțiunea cu alții formează adesea relații personale.
Impactul homofiliei poate fi observat uneori în clici, unde membrii ajung să dezvolte legături profunde, inclusiv căsătorii între aceștia.

## Formarea rețelelor
Formarea rețelelor implică întâlnirea unor persoane noi pentru a stabili relații și a colabora pentru obținerea unor oportunități mai bune. Unii oameni consideră că asocierea cu o clică le oferă șanse mai mari de succes. De exemplu, mulți se alătură unei fraternități sau sororități pentru a câștiga un avantaj în obținerea unui loc de muncă, deoarece angajatorii pot fi afiliați la aceleași grupuri. Clicile joacă un rol esențial în modul în care oamenii creează rețele, fiind deosebit de importante pentru cei care își caută locuri de muncă sau oportunități profesionale.

## Organizare
Fiecare clică are o anumită formă de organizare care constituie rețeaua interacțiunilor sociale. Rețelele informale de clici sunt grupuri care nu au o structură organizațională legitimă, ceea ce le permite să fie stabilite și dizolvate într-un timp mai scurt. O clică informală poate include grupul de prieteni ai unei persoane sau colegii de muncă, dar poate cuprinde și alte grupuri mai puțin structurate, cum ar fi bandele criminale. Pe de altă parte, o clică formală este un grup cu o organizare social acceptată, care are o structură ierarhică. O astfel de clică este formată din membri cu roluri identificabile și interacțiuni clare între ei, fiind întâlnită în numeroase organizații profesionale, afaceri și chiar în structura familială. Cultura joacă un rol foarte influent în organizarea structurilor de clică, deoarece granițele stabilite de diferențele culturale sunt persistente, chiar și atunci când componența grupului variază în timp. De exemplu, diferențele de limbă, credințe, tradiții etc. au creat întotdeauna o separare distinctă sau o limită între grupuri de oameni, chiar dacă membrii grupurilor se schimbă constant.

## Dezvoltare
Formarea și destrămarea structurilor de clică nu se încheie odată cu adolescența, deși numărul interacțiunilor cu grupurile de clici scade, iar tipul acestora se poate schimba. Pe măsură ce indivizii devin adulți, interpretările lor sociale se modifică, iar clicile lor provin mai degrabă din mediul imediat înconjurător decât din caracteristici sociale comune. O clică nu trebuie confundată cu o mulțime, deoarece dimensiunea mai mică și limitele specifice ale grupului sunt cele care determină clasificarea acestuia ca o clică. Clicile pot evolua în diverse moduri și în medii care includ indivizi care interacționează regulat. Coeziunea structurală a unei clici este menținută prin interacțiunea constantă față-în-față dintre membri. Această coeziune poate contribui fie la consolidarea grupului, fie la dizolvarea lui, în funcție de frecvența interacțiunilor. Dacă interacțiunile față-în-față sunt constante, se va forma o legătură coezivă între indivizi. În schimb, dacă aceste interacțiuni scad, legătura socială dintre membri se va dizolva treptat.

## Impact social
O clică poate inhiba influențele sociale externe prin impactul pe care îl are asupra emoțiilor, opiniilor sau comportamentelor membrilor grupului. Există numeroase moduri în care percepția informației între membrii unei clici poate influența ceilalți membri mai puternic decât dacă ar fi primit aceeași informație dintr-o altă sursă. De exemplu, informațiile primite de la un prieten apropiat sau un membru al familiei sunt interpretate și procesate diferit față de aceleași informații primite de la o persoană din afara structurii clicii. Satisfacția, interacțiunea și apropierea dintre membrii clicii evoluează și se schimbă de-a lungul anilor. Cu toate acestea, există o transformare constantă, atât a individului, cât și a grupului, pe măsură ce timpul trece.